# Keith David
Keith David Williams (født 4. juni 1956 i New York, USA) er en amerikansk skuespiller og tegnefilmsdubber. Han er kendt fra film som Platoon fra (1986), og Armageddon fra (1998). Han er også stemmen bag Dr. Facilier i Prinsessen og frøen, Despero i Justice League, og Chaos i Final Fantasy.